# Кишкунлацхаза
Кишкунлацхаза (мађ. Kiskunlacháza) је насеље у централној Мађарској. Кишкунлацхаза је веће насеље у оквиру пештанске жупаније.

## Географија

### Локација
Кишкунлацхаза се налази јужно од Будимпеште, на левој обали Рацкевеи-Дунава.
Суседна насеља: Апорка са севера, Делегихаза са североистока, Буђи са истока, Апај са југоистока, Демшед са југа, Рацкеве са југозапада и Сигетсентмартон са северозапада, последња два насеља се налазе на другој страни речице Рацкеве-Дунав, на острву Чепел. Њена периферија се пружа далеко од центра у правцу севера, па се у том правцу чак и граничи са Мајошазом, која је удаљенија.

## Порекло имена
Први део њеног имена односи се на пејзажну целину (Кишкуншаг), док је Лацхаза добила име Лацхаза (Lacháza) од бившег власника села (раније познатог као Санто), Колошовог сина Лацка и Лацфиак из Салте који су његови потомци.

## Историја
Насеље и околина су насељени од времена насељавања Мађара у ове крајеве. Његово прво познато име било је Санто. Име је добио по краљевским слугама рапског плуга.
Око 1020. године краљ Стефан I Угарски дао је Санто женском манастиру у Веспремволђи, како се види из грчког темељног писма, а из његове латинске обнове, село Санто, које се налази поред Дунава, са 30+20 слугу робова, и са њим, суботњи прелазак Дунава са 7 вечера и [суботња] пијаца са царином и 12 дунавских рибара.
Око 1272–1290. краљ Ладислав IV Куманац је дао земљиште дворцу Фехервар, (поред Бекове земље, која није имала наследника), Петру, Абраму, Јакабу и Херболду, краљевским магационерима и батлерима (tavarnici et dapifer) и описао његове границе.
Током даљњих векова земљиште и место су често мењали власнике.
Постао је град од 1. септембра 2021. године.

## Становништво
Током пописа 2011. 86,3% становника се изјаснило као Мађари, 0,3% као Бугари, 1,7% као Роми, 0,5% као Немци и 0,4% као Румуни (13,5% се није изјаснило). 
Верска дистрибуција је била следећа: римокатолици 36,8%, реформисани 25,5%, лутерани 0,3%, гркокатолици 0,3%, неконфесионални 10,3% (26% се није изјаснило).